# Manéhouville
Manéhouville es una comuna francesa situada en el departamento de Sena Marítimo, en la región de Normandía.

## Demografía
| 153 | 141 | 171 | 206 | 218 | 183 | 224 |
| Para los censos de 1962 a 1999 la población legal corresponde a la población sin duplicidades (Fuente: INSEE [Consultar]) |     |     |     |     |     |     |